# Synagogue d'Újpest
La Synagogue d'Újpest (en hongrois : Újpesti zsinagóga) est une synagogue néologue située dans le quartier d'Újpest, dans le 4e arrondissement de Budapest.
L'édifice de style romantique est construit en 1866 et contient 1 000 places. Il est situé dans la rue Attila József à environ cinq minutes de la station de métro Újpest-városkapu.
La synagogue est fondée par la famille Lőwy.
La communauté judaïque orthodoxe, en désaccord avec le judaïsme néologue, a créé sa propre synagogue.
Pendant la Seconde Guerre mondiale, le bâtiment est pillé et en partie détruit par les nazis. Après la guerre, il est reconstruit et un mémorial de l'Holocauste est ajouté à côté. Le mémorial, inauguré par le président hongrois Zoltán Tildy, est constitué d'un mur portant les noms de 17 000 Juifs d'Újpest qui ont été victimes de l'Holocauste.
Un autre lieu de mémoire a été érigé en 1947-1948 sous la forme de quatre bas-reliefs relatant l'histoire des Juifs, sculptés par l'artiste hongroise Edith Kiss.

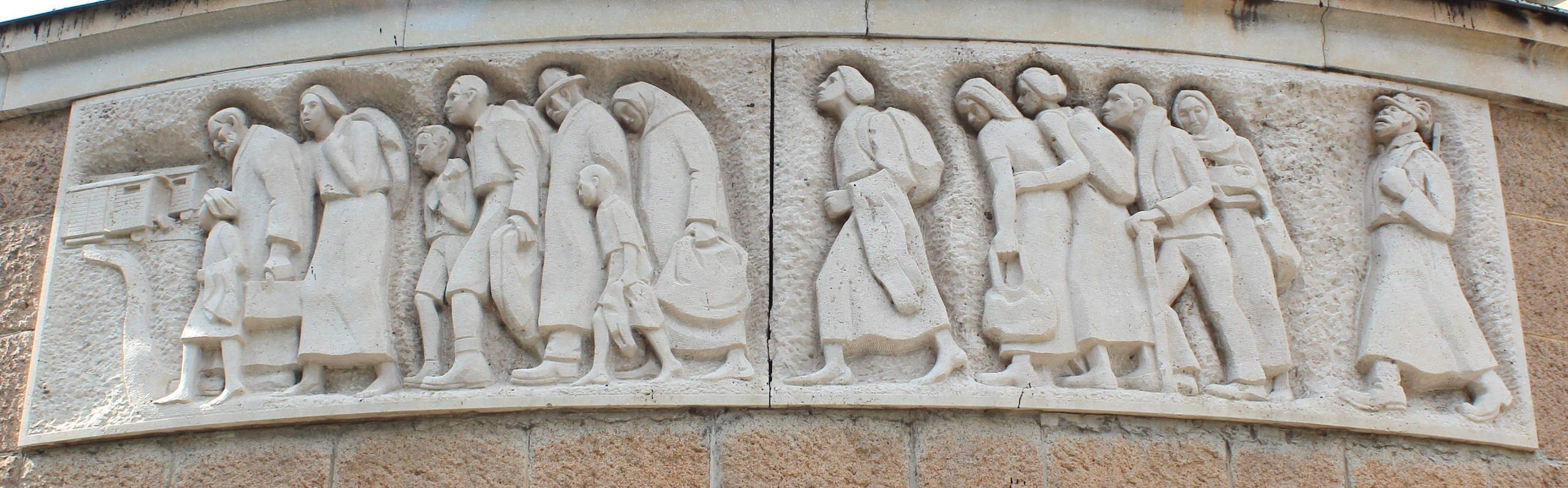
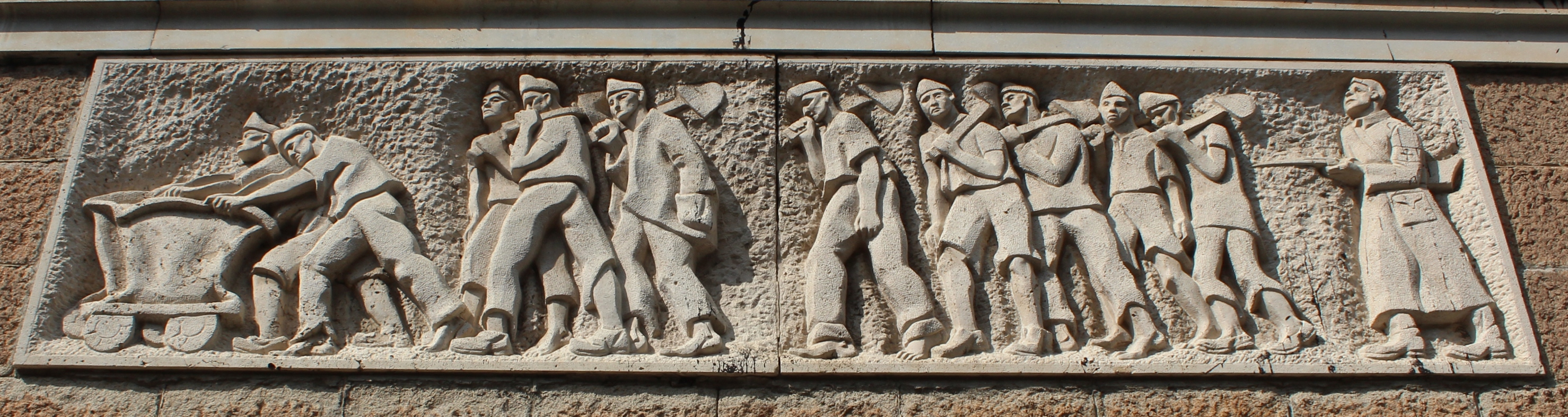
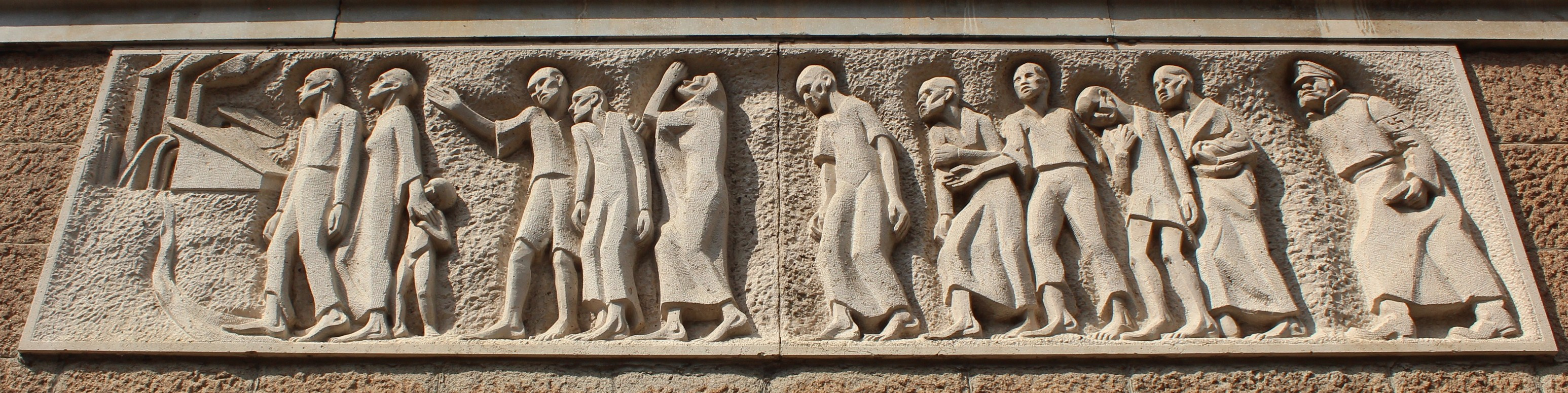
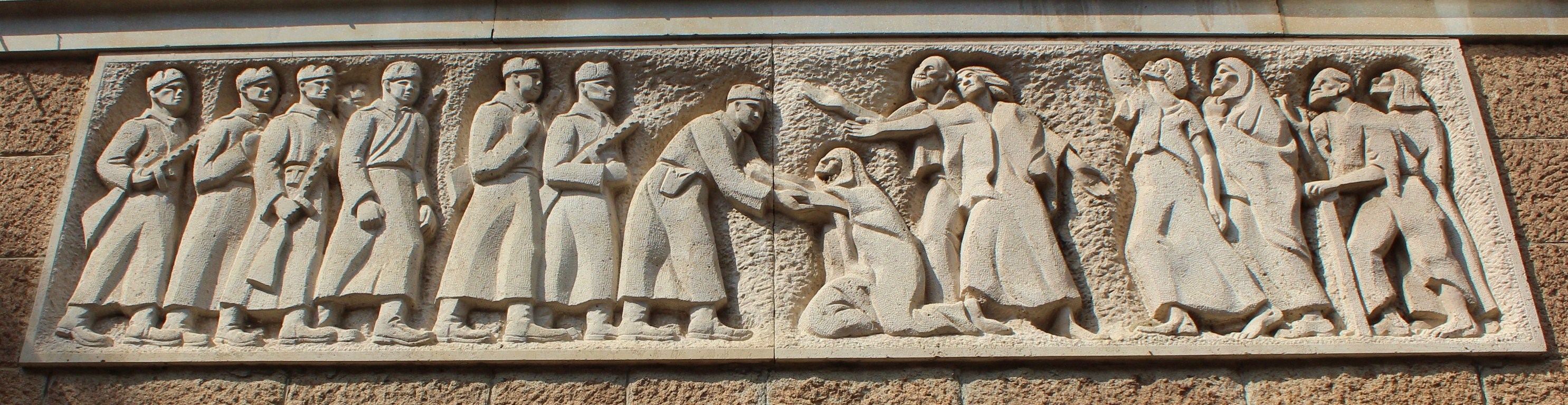